# (29407) 1996 UW
1996 يو دابليو (ويعرف أيضًا باسم (29407) 1996 يو دابليو وفق تسمية الكوكب الصغير) (بالإنجليزية: 1996 UW)‏ هو كويكب ضمن حزام الكويكبات؛ وترتيبه 29407 من حيث الاكتشاف.
اكتُشف هذا الجُرم الفلكي بواسطة تاكاو كوباياشي في 20 أكتوبر 1996.

## وصلات خارجية
- (29407) 1996 UW في قاعدة بيانات مختبر الدفع النفاث لأجرام النظام الشمسي الصغيرة

- الاكتشاف · مخطط المدار ·  العناصر المدارية · المعلمات المادية

- (29407) 1996 UW على موقع ويكي سكاي: DSS2, SDSS, GALEX, IRAS, Hydrogen α, X-Ray, Astrophoto, Sky Map, Articles and images